# Герман Сюселбек
Герман Сюселбек (нід. Herman Suselbeek, 27 листопада 1943) — нідерландський академічний веслувальник.
Срібний призер Олімпійських Ігор 1968 року в складі розпашної двійки зі стерновим.